# U-242 (tàu ngầm Đức)
U-242 là một tàu ngầm tấn công  Lớp Type VII thuộc phân lớp Type VIIC được Hải quân Đức Quốc Xã chế tạo trong Chiến tranh Thế giới thứ hai. Nhập biên chế năm 1943, nó đã thực hiện được bảy chuyến tuần tra, đánh chìm được hai tàu buôn với tổng tải trọng 2.095 GRT cùng một tàu chiến phụ trợ tải trọng 500 GRT. Trong chuyến tuần tra cuối cùng tại quần đảo Anh, U-242 đắm do trúng thủy lôi trong eo biển St. George's giữa Ireland và Wales vào ngày 30 tháng 3, 1944.

## Thiết kế và chế tạo

### Thiết kế

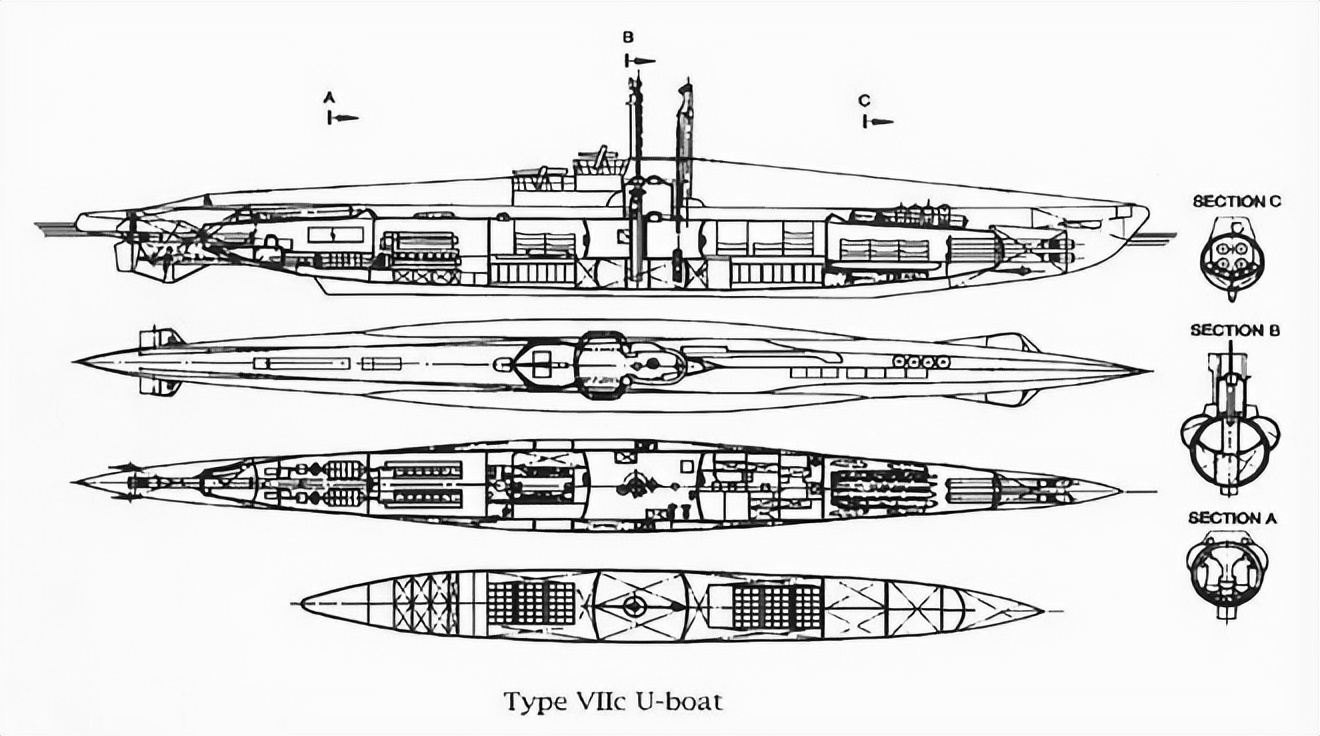
Sơ đồ các mặt cắt một tàu ngầm Type VIIC

Phân lớp VIIC của Tàu ngầm Type VII là một phiên bản VIIB được kéo dài thêm. Chúng có trọng lượng choán nước 769 t (757 tấn Anh) khi nổi và 871 t (857 tấn Anh) khi lặn). Con tàu có chiều dài chung 67,10 m (220 ft 2 in), lớp vỏ trong chịu áp lực dài 50,50 m (165 ft 8 in), mạn tàu rộng 6,20 m (20 ft 4 in), chiều cao 9,60 m (31 ft 6 in) và mớn nước 4,74 m (15 ft 7 in).
Chúng trang bị hai động cơ diesel Germaniawerft F46 siêu tăng áp 6-xy lanh 4 thì, tổng công suất 2.800–3.200 PS (2.100–2.400 kW; 2.800–3.200 bhp), dẫn động hai trục chân vịt đường kính 1,23 m (4,0 ft), cho phép đạt tốc độ tối đa 17,7 kn (32,8 km/h), và tầm hoạt động tối đa 8.500 nmi (15.700 km) khi đi tốc độ đường trường 10 kn (19 km/h). Khi đi ngầm dưới nước, chúng sử dụng hai động cơ/máy phát điện AEG GU 460/8–27 tổng công suất 750 PS (550 kW; 740 shp). Tốc độ tối đa khi lặn là 7,6 kn (14,1 km/h), và tầm hoạt động 80 nmi (150 km) ở tốc độ 4 kn (7,4 km/h). Con tàu có khả năng lặn sâu đến 230 m (750 ft).
Vũ khí trang bị có năm ống phóng ngư lôi 53,3 cm (21 in), bao gồm bốn ống trước mũi và một ống phía đuôi, và mang theo tổng cộng 14 quả ngư lôi, hoặc tối đa 22 quả thủy lôi TMA, hoặc 33 quả TMB. Tàu ngầm Type VIIC bố trí một hải pháo 8,8 cm SK C/35 cùng một pháo phòng không 2 cm (0,79 in) trên boong tàu. Thủy thủ đoàn bao gồm 4 sĩ quan và 40-56 thủy thủ.

### Chế tạo
U-242 được đặt hàng vào ngày 10 tháng 4, 1941, và được đặt lườn tại xưởng tàu của hãng Friedrich Krupp Germaniawerft tại Kiel vào ngày 30 tháng 9, 1942. Nó được hạ thủy vào ngày 20 tháng 7, 1943, và nhập biên chế cùng Hải quân Đức Quốc Xã vào ngày 14 tháng 8, 1943 dưới quyền chỉ huy của Hạm trưởng, Trung úy Hải quân Karl-Wilhelm Pancke.

## Lịch sử hoạt động

### 1944

#### Chuyến tuần tra thứ nhất
Sau khi chuyển căn cứ hoạt động từ Kiel đến cảng Stavanger, Na Uy vào cuối tháng 5, 1943, U-242 xuất phát từ cảng này vào ngày 8 tháng 6 cho chuyến tuần tra đầu tiên trong chiến tranh, hoạt động tại vùng biển ngoài khơi Na Uy. Sau khi kết thúc chuyến tuần tra tại cảng Bergen, Na Uy vào ngày 26 tháng 6, chiếc tàu ngầm tiếp tục di chuyển qua lại giữa các cảng Bergen, Stavanger, Kristiansand, Kiel, Reval (nay là Tallinn, Estonia), và Helsinki, Phần Lan cho đến giữa tháng 7.

#### Chuyến tuần tra thứ hai và thứ ba
Từ ngày 17 tháng 7 đến ngày 1 tháng 8, U-242 có một loạt các chuyến tuần tra ngắn trong vịnh Phần Lan tại khu vực phụ cận Helsinki.
Trong chuyến tuần tra thứ ba kéo dài từ ngày 23 tháng 8 đến ngày 1 tháng 9, U-242 tiếp tục hoạt động trong vịnh Phần Lan cho đến cửa ngõ vịnh Kronstadt. Tại đây nó đã đánh chìm sà lan VRD-96 Del'fin 500 GRT và tàu khảo sát KKO-2 5.600 GRT, cả hai đều của Liên Xô, vào ngày 25 tháng 8.

#### Chuyến tuần tra thứ tư và thứ năm
Trong giai đoạn từ cuối tháng 8 đến đầu tháng 10, chiếc tàu ngầm thực hiện nhiều chuyến đi ngắn giữa các cảng cảng Baltisch (nay là Paldisk, Estonia), Windau (nay là Ventspils, Latvia), Pillau (nay là Baltiysk, Kaliningrad), Danzig (nay lả Gdańsk, Ba Lan), căn cứ hải quân Horten tại Na Uy và Kristiansand. U-242 xuất phát từ cảng Baltisch vào ngày 21 tháng 9 cho chuyến tuần tra thứ tư trong vịnh Phần Lan, nơi nó rải một bãi thủy lôi vào ngày 21 tháng 9, vốn đã khiến tàu buôn Phần Lan Rigel 1.495 GRT trúng mìn và đắm vào ngày 28 tháng 10. Chiếc tàu ngầm kết thúc chuyến tuần tra tại Windau vào ngày 28 tháng 9.
Trong chuyến tuần tra thứ năm kéo dài từ ngày 5 đến ngày 9 tháng 10, cùng xuất phát và kết thúc tại Pillau, U-242 tiếp tục hoạt động trong biển Baltic và vịnh Phần Lan. Nó rải một bãi 12 quả thủy lôi vào ngày 8 tháng 10 nhưng không đem lại kết quả.

### 1945

#### Chuyến tuần tra thứ sáu
U-242 xuất phát từ cảng Danzig vào ngày 12 tháng 1, 1945 cho chuyến tuần tra thứ sáu, và tiếp tục hoạt động trong khu vực vịnh Phần Lan. Nó không đánh chìm được mục tiêu nào, nên kết thúc chuyến tuần tra và quay trở về Kiel vào ngày 30 tháng 1.

#### Chuyến tuần tra thứ bảy - Bị mất
Vào cuối tháng 2, U-242 di chuyển đến cảng Horten, Na Uy và sau đó đến Kristiansand. Nó xuất phát từ cảng này vào ngày 4 tháng 3 cho chuyến tuần tra thứ bảy. Thay cho vùng biển Baltic quen thuộc, U-242 trong chuyến tuần tra cuối cùng này được phái sang hoạt động tại quần đảo Anh, nên phải băng qua khe GIUK giữa các quần đảo Shetland và Faroe để đi đến hoạt động tại vùng biển Bắc Đại Tây Dương về phía Đông Nam Ireland. Vào ngày 12 tháng 1, lúc 07 giờ 15 phút, chiếc tàu ngầm trúng phải thủy lôi trong eo biển St. George's giữa Ireland và Wales, và U-242 ở vị trí đắm về phía Tây Blackpool tại tọa độ 52°02′B 05°46′T / 52,033°B 5,767°T. Toàn bộ 44 thành viên thủy thủ đoàn của U-242 đều thiệt mạng.

### Tóm tắt chiến công
U-242 đã đánh chìm được hai tàu buôn tổng tải trọng 2.095 GRT và một tàu chiến phụ trợ tải trọng 500 GRT:
| Ngày              | Tên tàu     | Quốc tịch        | Tải trọng | Số phận            |
| ----------------- | ----------- | ---------------- | --------- | ------------------ |
| 25 tháng 8, 1944  | KKO-2       | Soviet Union     | 600       | Bị đánh chìm       |
| 25 tháng 8, 1944  | VRD Del'fin | Hải quân Liên Xô | 500       | Bị đánh chìm       |
| 28 tháng 10, 1944 | Rigel       | Finland          | 1.495     | Bị đánh chìm (mìn) |